# Partium

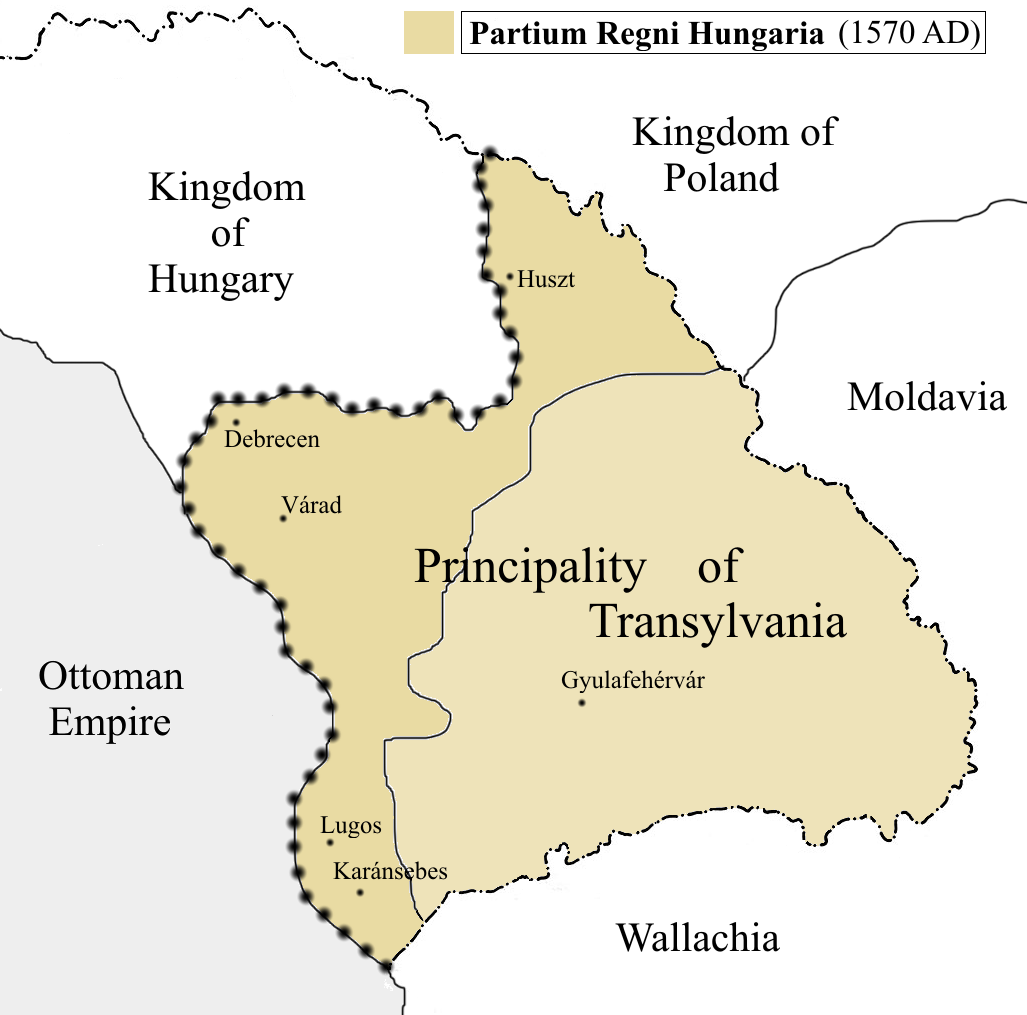
Partium, jaśniejszym kolorem wyróżnione obecne granice Siedmiogrodu

Partium albo Részek to łacińska i węgierska nazwa regionu położonego na północny zachód od Siedmiogrodu. Dzisiaj używana często jako określenie tej części Kriszany, która po traktacie trianońskim trafiła do Rumunii.

## Nazwa regionu
W roku 1526, w bitwie pod Mohaczem, Królestwo Węgier zostało pokonane przez Osmanów, a ostatecznie rozpadło się na 3 części w roku 1541, po zdobyciu przez Turków Budy. Habsburgowie opanowali jego północne i zachodnie części: (Węgry Królewskie) ze stolicą w Pożoniu. Król Jan Zápolya, były wojewoda siedmiogrodzki, będący naówczas najbogatszym i najsilniejszym z panów ocalałych z mohackiej zagłady, opanował, z osmańską pomocą, wschodnią część królestwa, nazywaną „Królestwem Wschodniowęgierskim”. 29 lutego 1528 r. sułtan Sulejman Wspaniały wręczył mu patent swojego poparcia. 
Od 1541 lub 1542 r. dom Zápolyów władał także regionem, który po roku 1571 zwano „Partium”.
W 1570 r. Jan II Zygmunt Zápolya, syn Jana Zapolyi, porzucił pretensje do tronu węgierskiego na rzecz Maksymiliana II, który tytułował się królem Węgier już od 1563 r. Jan Zygmunt został wtedy pierwszym księciem Siedmiogrodu, z tytułem: „Joannes, serenissimi olim Joannis regis Hungariae, Dalmatiae, Croatiae etc. filius, Dei gratia princeps Transsylvaniae ac partium regni Hungariae”, od którego pochodzi nazwa „Partium” (część Królestwa Węgier).